# Голенкин, Фёдор Ильич
Фёдор Ильич Голенкин (1871— 1936) — русский и советский военный инженер и теоретик фортификации.

## Биография
Родился 24 января (5 февраля) 1871 года в Санкт-Петербурге. Окончил Московский 3-й кадетский корпус (1890), Николаевское инженерное училище (1893) и Николаевскую инженерную академию (1899). Служил в Гренадёрском сапёрном батальоне, с 1900 года — в Николаевской инженерной академии как репетитор (с октября 1900), преподаватель (с августа 1903), экстраординарный профессор (с марта 1909).
Во время Первой мировой войны руководил инженерными работами второго района Северного фронта. Полковник — с 1909 года, генерал-майор — с 6 декабря 1916 года. Был награждён орденами Св. Станислава 2-й степени (1908) и Св. Анны 2-й степени (1912).
В январе 1918 г. вступил в Красную Армию. С 1918 года по август 1925 года возглавлял Военно-инженерную академию (начальник до 1923 г., старший руководитель — в 1923—1925 годах). С 1925 года, после объединения нескольких военно-учебных заведений, был начальником фортификационно-строительного факультета Военно-технической академии РККА; профессор с 1927 года.
В 1920 году Голенкин предложил для прикрытия границ создавать две полосы открытых укреплённых районов: приграничную — для сдерживания противника в первые дни войны и основную — для прикрытия районов мобилизации и развёртывания армии. Каждый укреплённый район задумывался как «расчленённая крепость» из отдельных, но находящихся в огневой связи долговременных укреплённых сооружений, связанных между собой полевыми позициями. Предложения Голенкина легли в основу создания укреплённых районов в СССР в межвоенный период.
В 1929 году, в возрасте 58 лет вышел в отставку. Умер 8 августа 1936 года в Ленинграде.